# Augusto de Araújo
Augusto de Araújo (* in Ermera, Portugiesisch-Timor), Kampfname Tara, ist ein Politiker aus Osttimor. Er ist Mitglied der Partido Social Democrata (PSD).
2006 war Araújo einer der etwa 700 Soldaten, die aus Protest wegen ungerechter Behandlung von der Armee desertierten und damit massive Unruhen in Osttimor auslösten. Major Araújo wurde zu einem der Sprecher der sogenannten Petitioners und forderte die Absetzung von Premierminister Marí Alkatiri. Er führte eine Bewegung namens Frente Nasional ba Justisa no Paz (FNJP), die gegen die Regierung und das Parlament demonstrierte. Zeitweise folgten ihr 2000 Demonstranten. Bei den Präsidentschaftswahlen in Osttimor 2007 unterstützte Araújo Lúcia Lobato (PSD). Er selbst verpasste den Einzug in das Nationalparlament Osttimors bei den Wahlen im selben Jahr. Nach dem gescheiterten Attentat in Dili am 11. Februar 2008 auf Premierminister Xanana Gusmão und Präsident José Ramos-Horta brach die Rebellenbewegung zusammen. Die Petitioners ließen sich internieren und wurden später wieder freigelassen, darunter auch Araújo. Auch den am Attentat Beteiligten wurde nach einer kurzen Zeit, ihre restliche Haftstrafe erlassen.
Im Januar 2009 schied Mário Viegas Carrascalão (PSD) aus dem Nationalparlament aus, um stellvertretender Premierminister zu werden. Für ihn folgte Araújo nach und blieb Abgeordneter bis zu den Neuwahlen 2012. Hier wurde er Mitglied der Kommission für Landwirtschaft, Fischerei, Forstwirtschaft, Natürliche Ressourcen und Umwelt (Kommission D).
Bei den Parlamentswahlen 2012 stand Araújo auf Platz 13 der Wahlliste der PSD. Allerdings scheiterte die PSD an der Drei-Prozent-Hürde.